# Дивисмутид палладия
Дивисмутид палладия — бинарное неорганическое соединение
палладия и висмута
с формулой PdBi2,
кристаллы.

## Получение
- В природе встречается минерал фрудит — PdBi2 с примесями теллура [2].
- Сплавление стехиометрических количеств чистых веществ:

{\displaystyle {\mathsf {Pd+2Bi\ {\xrightarrow {485^{o}C}}\ PdBi_{2}}}}

## Физические свойства
Дивисмутид палладия образует кристаллы нескольких модификаций :
- α-PdBi2, моноклинная сингония, пространственная группа C 2/m, параметры ячейки a = 1,274 нм, b = 0,425 нм, c = 0,5665 нм, β = 102,58°, Z = 4, существует при температуре ниже ≈380°С;
- β-PdBi2, тетрагональная сингония, пространственная группа I 4/mmm, параметры ячейки a = 0,3362 нм, c = 1,2983 нм, Z = 2, существует при температуре выше ≈380°С.

В кристаллах при 380°С происходит фазовый переход .
Соединение образуется по перитектической реакции при 485°С  и имеет область гомогенности 33,3÷34,8 ат.% палладия.

## Химические свойства
- Разлагается при нагревании:

{\displaystyle {\mathsf {PdBi_{2}\ {\xrightarrow {>485^{o}C}}\ PdBi+Bi}}}